# Savinjski Golding
Savinjski Golding is een hopvariëteit, gebruikt voor het brouwen van bier.
Deze hopvariëteit is een “aromahop”, bij het bierbrouwen voornamelijk gebruikt vanwege zijn aromatische eigenschappen. Deze traditionele Sloveense hopvariëteit behoort tot het Fuggle's ecotype.

## Kenmerken
- Alfazuur: 2,8 – 5,5%
- Bètazuur: 2 – 3%
- Eigenschappen: mild floraal en citrusaroma